# پیتزو گالینا
پیتزو گالینا (به لاتین: Pizzo Gallina) یک کوه در سوئیس است که در کانتون وله واقع شده‌است. پیتزو گالینا ۳٬۰۶۱ متر بالاتر از سطح دریا واقع شده‌است.